# 筑摩书房
筑摩书房（日语：／ Chikuma shobō）是日本的一家大型出版社，创始人是古田晁。其总部位于日本东京都台东区藏前二丁目5番3号，建立时间是1940年（昭和15年）6月18日，主要是出版雜誌和书籍。

## 沿革
1940年6月18日，东京帝国大学校友古田晁建立筑摩书房，出版社名字取自其故乡长野县东筑摩郡筑摩地村（现鹽尻市）。
1942年，株式会社筑摩书房成立，臼井吉见、中村光夫、唐木顺三擔任顾问。
1946年，月刊《展望》创刊。
1948年，《中岛敦全集》刊行，荣获毎日出版文化奖。
1951年，月刊《言语生活》创刊。
1953年，《现代日本文学全集》刊行开始。
1955年，《太宰治全集》刊行。
1956年，《宫泽贤治全集》刊行。
1958年，《世界文学大系》刊行开始，69年完结。
1962年，《定本柳田国男集》刊行开始，71年完结。
1963年，《筑摩丛书》刊行开始。《现代日本思想大系》刊行开始。
1964年，《井伏鳟二全集》刊行。《世界古典文学全集》刊行开始。
1965年，《明治文学全集》刊行开始，88年完结。　　　
1966年，古田社长退任，竹之内静雄接任。
1968年，《现代日本文学大系》刊行开始，73年完结。
1970年，和田芳惠《筑摩书房三十年》出版。
1971年，《筑摩世界文学大系》刊行开始，1998年完结。（全91册）
1972年，竹之内社长退任，井上达三接任第三任社长。
1973年，古田前社长去世。
1974年，《近代日本思想大系》刊行开始，90年完结。
1977年，冈山猛担任第四任社长。
1978年7月12日，业绩不振，申请更生补助。
1991年2月，创立50周年纪念出版《筑摩书房图书总目录 1940－1990》。之后，森本政彦担任社长。
1996年，柏原成光担任社长。
1998年，决定版《太宰治全集》刊行开始（全13巻）。
1999年，菊池明郎接任社长。
2010年 10月，《筑摩选书》创刊。
2011年，熊泽敏之担任社长。3月，创立70周年纪念，《筑摩书房三十年》复刊。